# Mas Coll
Mas Coll és una masia de Massanes (Selva) inclosa a l'Inventari del Patrimoni Arquitectònic de Catalunya.

## Descripció
És una masia aïllada, situada en un trencall a l'esquerra de la carretera de Massanes, anant en direcció a l'Empalme.
Està composta per diversos cossos i a diferents alçades. Té una teulada a doble vessant a diferents nivells i en teula àrab.
A la planta baixa hi ha una petita i senzilla finestra en arc pla, i la porta d'accés a la masia amb impostes, llinda i brancals de pedra. A la llinda hi ha una inscripció amb una data: 1768.
Al pis hi ha dues finestres en arc pla, una d'elles amb llinda, brancals i ampit de pedra.
La façana està arrebossada i pintada d'un to marrronós.

## Història
La llinda indica que l'edifici es construí al segle xviii.